# ウィリ・ニューコム
ウィリ・ニューコム（Willi Neukom、1917年 - 1983年）は、
20世紀のスイスを代表する作庭家。造園家。
当時にあって、工業的材料で幾何学的な庭園をデザインしている。

## 業績
1959年、スイス園芸展G59 (G59 – 1st Swiss Horticulture Exhibition) において、エルンスト・バウマンと「愛の庭」を出展。1963年にはSeeuferweg Zurichhorn（チューリッヒ）、
1970年代には、ヴィラSaroliの公園・スイミングプールとプレイエリア、チューリッヒeefeldquai湖畔を1975年から1977年にかけて、手がける。
この他、エビコン（ルツェルン）、リアリート川/キュスナハト（チューリッヒ）、ホル（ルツェルン）、火葬場ノルドハイム（チューリッヒ）やシュリーレン墓地（チューリッヒ）とオーベレンクシュトリンゲン（チューリッヒ）、センチュリー墓地など、墓地のデザインを手がけている。